# Le Monde selon Elon Musk
Série Frontline
Pour plus de détails, voir Fiche technique et Distribution.
Le Monde selon Elon Musk (Elon Musk's Twitter Takeover) est un documentaire américain de James Jacoby pour l'émission Frontline du réseau de télévision public Public Broadcasting Service (PBS). Il est diffusé pour la première fois le 10 octobre 2023 aux États-Unis puis le 27 février 2024 en France sur Arte.

## Synopsis
Le documentaire explore l'acquisition de Twitter par Elon Musk en 2022 et met en lumière les tensions entre Elon Musk et la direction de Twitter sur la question de la liberté d'expression. Après une bataille juridique, Musk a pris le contrôle de Twitter, rebaptisé "X", en 2023. Le documentaire présente les conséquences de cette acquisition, notamment les licenciements massifs et l'augmentation de la désinformation sur la plateforme. En interrogeant d'anciens employés, il souligne les enjeux démocratiques liés à cette prise de contrôle controversée,,.

## Fiche technique
- Réalisation : James Jacoby
- Scenario : James Jacoby et Anya Bourg
- Production : Frontline
- Distribution : PBS
- Pays d’origine : États-Unis
- Langue originale : anglais
- Genre : documentaire
- Durée : 91 min
- Dates de sortie :
  - États-Unis : 10 octobre 2023
  - France : 27 février 2024